# Пјано (Варезе)
Пјано је насеље у Италији у округу Варезе, региону Ломбардија.
Према процени из 2011. у насељу је живело 513 становника. Насеље се налази на надморској висини од 219 м.